# Victor Leksell
Victor Leksell (Torslanda, 4 aprile 1997) è un cantante svedese.

## Biografia
Nato a Torslanda, Leksell ha visto la svolta commerciale con la pubblicazione di Tappat, che si è posizionato al 6º posto della classifica dei singoli svedese e che è stato certificato tre volte disco di platino con 240 000 unità vendute a livello nazionale. Ai Rockbjörnen 2019 ha ottenuto tre candidature, trionfando come Artista nuovo dell'anno. Discorso analogo ai Grammis 2020, dove è stato nominato nella medesima categoria.
Nel 2020 ha pubblicato la hit Svag, che si è posizionata al numero uno in madrepatria e in Norvegia, anch'essa contenuta nel suo album in studio di debutto Fånga mig när jag faller, che ha esordito rispettivamente in vetta e al 4º posto nelle classifiche dei rispettivi paesi.

## Discografia

### Album in studio
- 2020 – Fånga mig när jag faller
- 2024 – Tid & tro

### Singoli
- 2018 – Vart du sover
- 2018 – Tappat
- 2018 – Allt för mig
- 2019 – Klär av dig
- 2019 – Bra för dig (con gli Estraden)
- 2020 – Svag
- 2020 – Fantasi
- 2020 – Gav allt (con Jireel e Reyn)
- 2020 – Sverige (con Molly Sandén e Joakim Berg)
- 2021 – Tystnar i luren (con Miriam Bryant)
- 2021 – Snälla bli min
- 2021 – Vinterviken
- 2022 – Hela världen är min
- 2022 – Leilo brenner (con Ramón)
- 2022 – Din låt (con Einár)
- 2023 – Nätterna i Göteborg
- 2023 – Fånga mig när jag faller
- 2023 – Ingen kan slå (Boten Anna) (con Basshunter)
- 2023 – Stor man (con Tobias Rahim)
- 2023 – Låt mig va (con i Bolaget)
- 2024 – Lost and Found (con Molly Sandén)
- 2025 – Skriker mitt mamn
- 2025 – Hur många mil
- 2025 – Lys på mig
- 2025 – Ta mig aldrig härifrån (con i De Vet Du)